# 7 (трасса, Финляндия)
Государственная дорога 7 (фин. Valtatie 7, швед. Riksväg 7) — автомобильная дорога в Финляндии, далее переходит в Российскую автодорогу А 181. Часть европейского маршрута E 18.

## Трасса
- Трасса Хельсинки — Вантаа — Порвоо — Ловийса — Котка — Хамина — Ваалимаа (граница России). Автомагистраль между Ловийсой и Коткой открыта для движения в сентябре 2014 года, трасса из Хельсинки в Хамину теперь непрерывная автомагистраль.

## Маршрут
| Трасса | Пересечение | Маршрут                                                   |
| ------ | ----------- | --------------------------------------------------------- |
| 101    | Хельсинки   |                                                           |
| 4 E 75 | Хельсинки   | Хельсинки — Утсйоки                                       |
| 50     | Вантаа      |                                                           |
| 170    | Уусимаа     | Хельсинки — Хамина                                        |
| 1533   | Сипоо       |                                                           |
| 1534   | Сипоо       |                                                           |
| 148    | Порвоо      | Порвоо — Туусула                                          |
| 1541   | Порвоо      |                                                           |
| 55     | Порвоо      | Порвоо — Мянтсяля                                         |
| 1605   | Порвоо      |                                                           |
| 170    | Порвоо      | Хельсинки — Хамина                                        |
| 1580   | Ловийса     |                                                           |
| 6      | Ловийса     | Ловийса — Каяни                                           |
| 176    | Ловийса     | Ловийса — Капинъярви                                      |
| 170    | Ловийса     | Хельсинки — Хамина                                        |
| 352    | Котка       |                                                           |
| 15     | Котка       | Котка — Миккели                                           |
| 3571   | Котка       |                                                           |
| 357    | Котка       | Котка — Майакиви                                          |
| 170    | Котка       | Хельсинки — Хамина                                        |
| 15     | Хамина      | Котка — Миккели                                           |
| 26     | Хамина      | Котка — Таавэтти                                          |
| 3513   | Виройоки    |                                                           |
| 387    | Ваалимаа    | Ваалимаа — Лаппеенранта Государственная граница с Россией |

## Фотографии

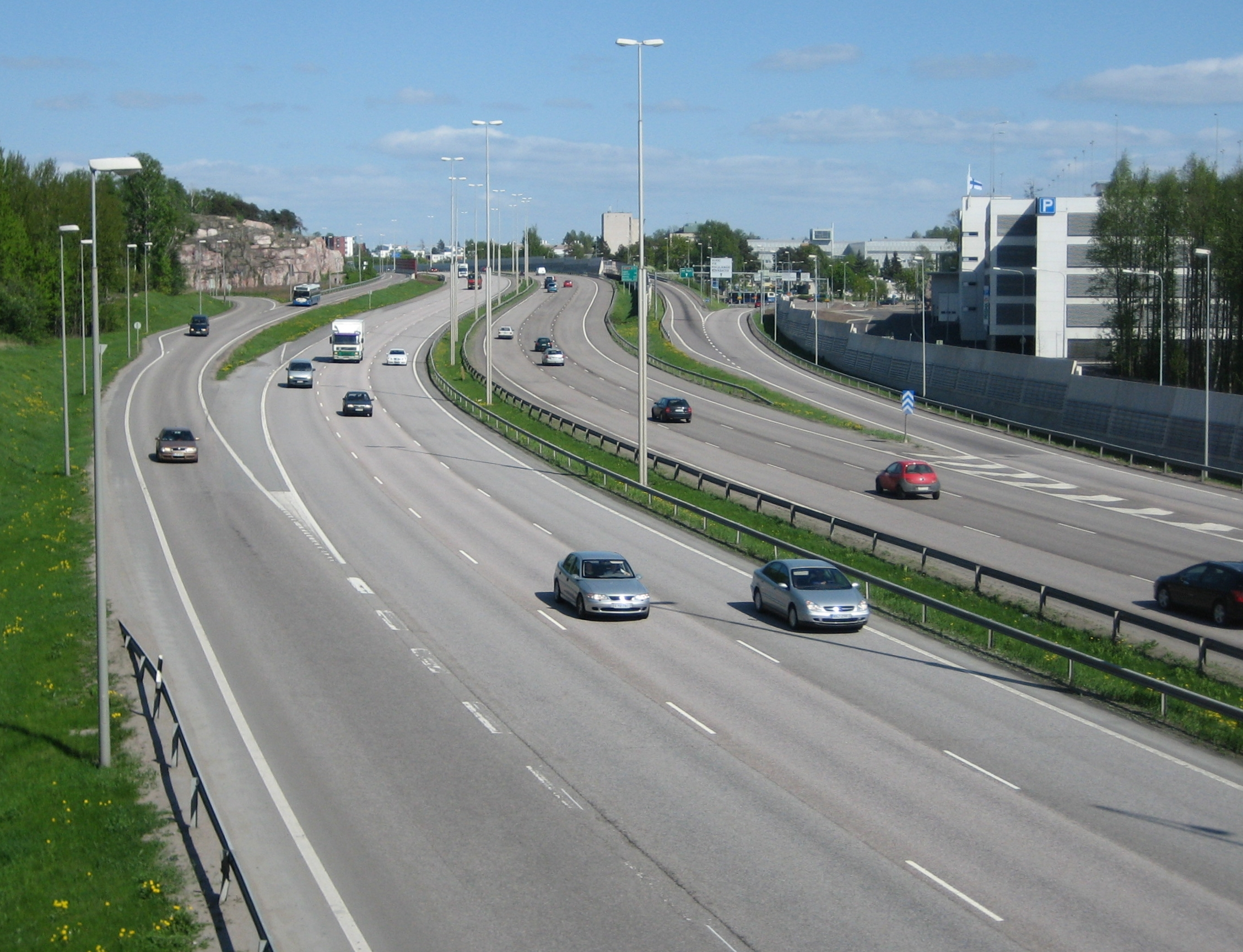
Автодорога 7 в Виикки, Хельсинки
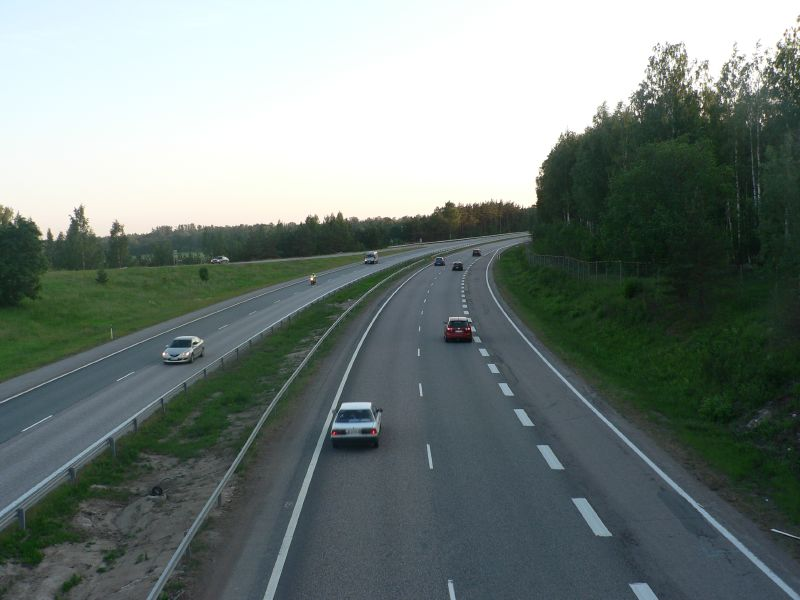
Автодорога 7 в Сипоо
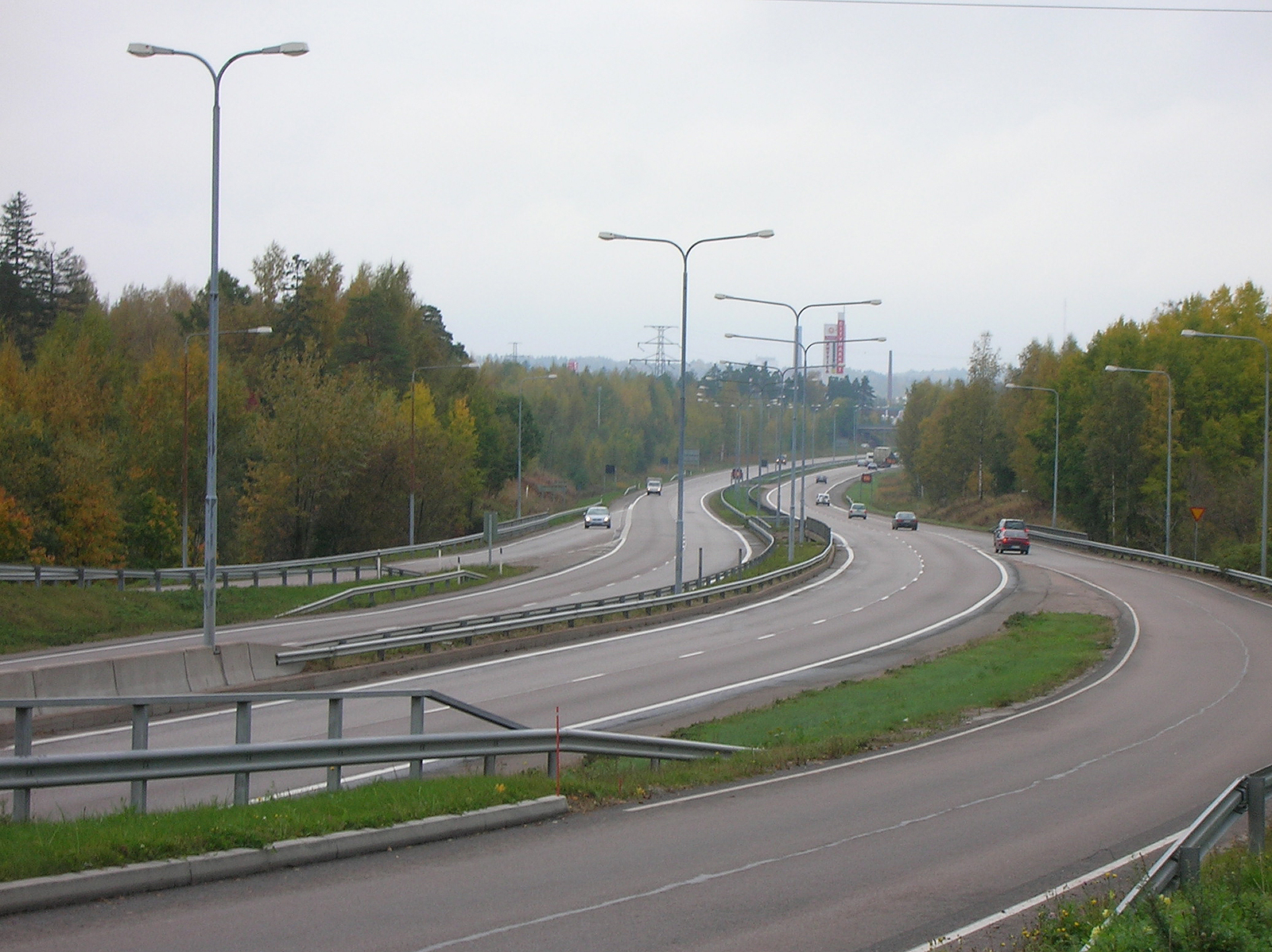
Автодорога 7 в Котке
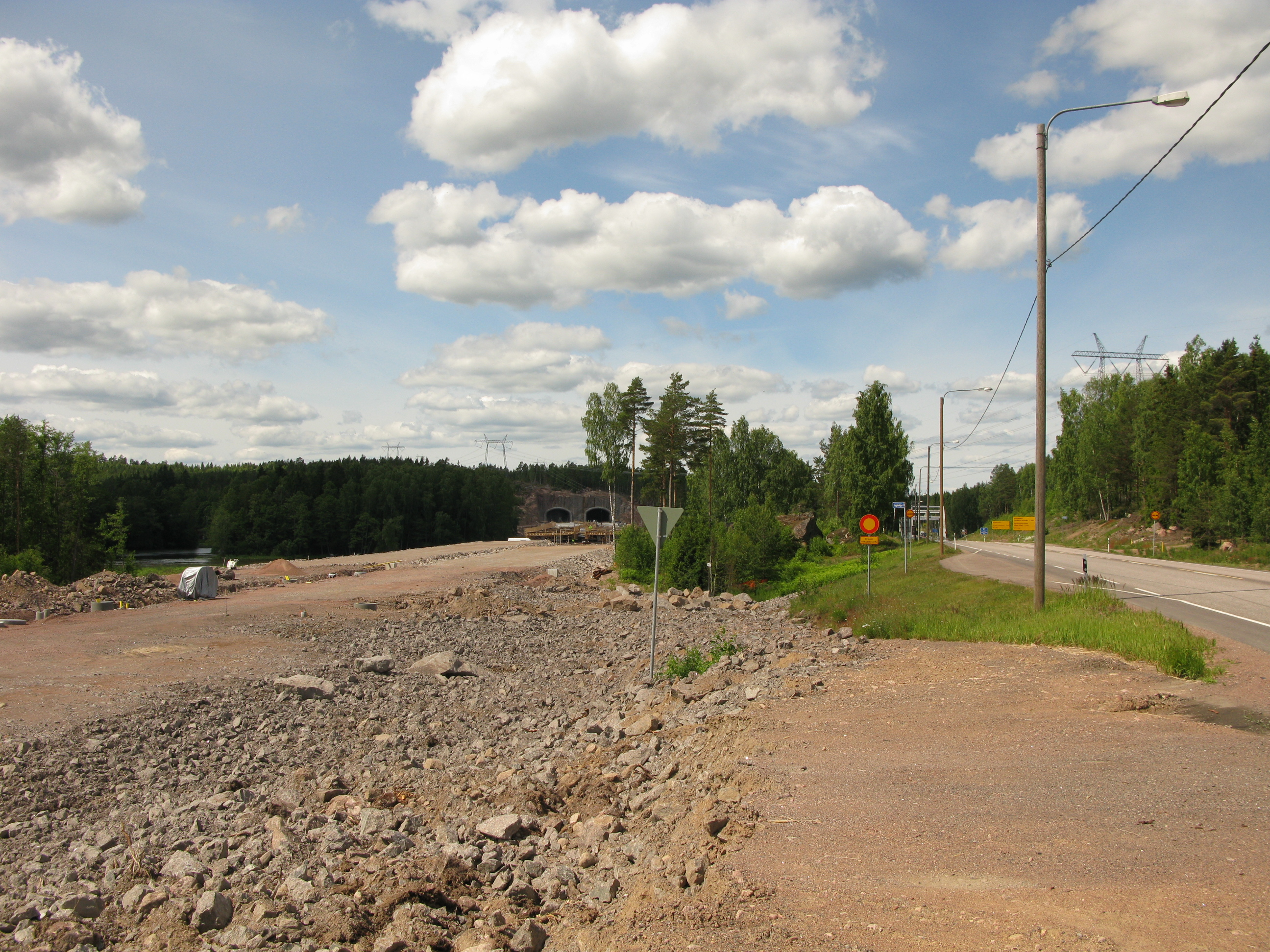
Старая и новая автодорога 7 в Пухтяя